# Gunther Kaltenböck
Gunther Kaltenböck (* 1965 in Grieskirchen) ist ein österreichischer Anglist.

## Leben
Er erwarb 1990 einen MA (Artauds Vision vom künftigen Theater) in englischer und französischer Sprache und Literatur (Universität Wien), 1991 einen MA in moderner englischer Sprache (University of London) und 1998 die Promotion in englischer Linguistik (Universität Wien: Extraposition in English discourse. A corpus study). Er war als Professor für Englische Linguistik an der Universität Wien und als Research Fellow am Survey of English Usage am University College London tätig. Er lehrt als Professor für englische Linguistik an der Karl-Franzens-Universität Graz.
Seine Forschungsgebiete sind kognitiv-funktionelle Grammatik, gebrauchsbasierte Grammatik; Pragmatik und Diskursanalyse; Korpuslinguistik; Sprachvariation und -wechsel; außersatzliche Bestandteile (thetische Grammatik); Sprachverarbeitung und Informationspaketierung und Phonetik/Prosodie.

## Schriften (Auswahl)
- It-extraposition and non-extraposition in English. A study of syntax in spoken and written texts. Wien 2004, ISBN 3-7003-1461-2.
- mit Alexander Haselow (Hg.): Grammar and cognition. Dualistic models of language structure and language processing. Amsterdam 2020, ISBN 978-90-272-0772-2.